# Swami Shivananda
Swami Shivananda (1854-1934) fue un discípulo directo de Sri Ramakrishna y se convirtió en el segundo presidente de la Ramakrishna Mission y la Ramakrishna Math.
Nació con el nombre de Tarak Nath Ghosal en el pueblo de Barasat, en Bengala Occidental. No se conoce mucho de su carácter, pero sus devotos se referían a él como Mahā-Purush (‘gran disfrutador’) Mahā-rash (‘gran rey’).
Él y otro suami (Subodhananda) fueron los únicos discípulos de Ramakrishna que fueron filmados.